# UTair Aviation
Utair (rusky: Авиакомпания ЮТэйр), patří spolu se společnostmi Aeroflot, Rossiya, S7 a Ural Airlines k největším leteckým společnostem v Rusku. Je členem skupiny UTair Group, která podniká v široké oblasti leteckých služeb - v provozu letů a letišť, údržbě, financování, výcviku a pod. Utair Aviation se zabývá přepravou osob, dopravou nákladů a patří rovněž největším světovým provozovatelům vrtulníků. Její pobočky se nacházejí v různých zemích, například na Slovensku.

## Historie
Původ společnosti je možné vysledovat až k začátkům provozu civilních letů v povodí západosibiřského veletoku Ob, z letiště v Ťumeni v roce 1934. Následující rozvoj souvisel také s mohutnou těžbou ropy a zemního plynu a budování technické infrastruktury v této nedostupné oblasti. Roku 1967 bylo ustanoveno regionální řízení Aeroflotu, které se v roce 1991 transformovalo na společnost Ťumeňaviatrans (Тюменьавиатранс). V letech 2001, 2002 a 2010 získala společnost několik prestižních cen Křídla Ruska v různých vyhlašovaných kategoriích. V roce 2002 byla společnost přejmenována na UTair. Na přelomu let 2010/2011, v souvislosti s likvidací Moscow Airlines, získal UTair práva na mnoho jejich linek a získal i flotilu zánovních letounů Boeing 737-800.

## Destinace

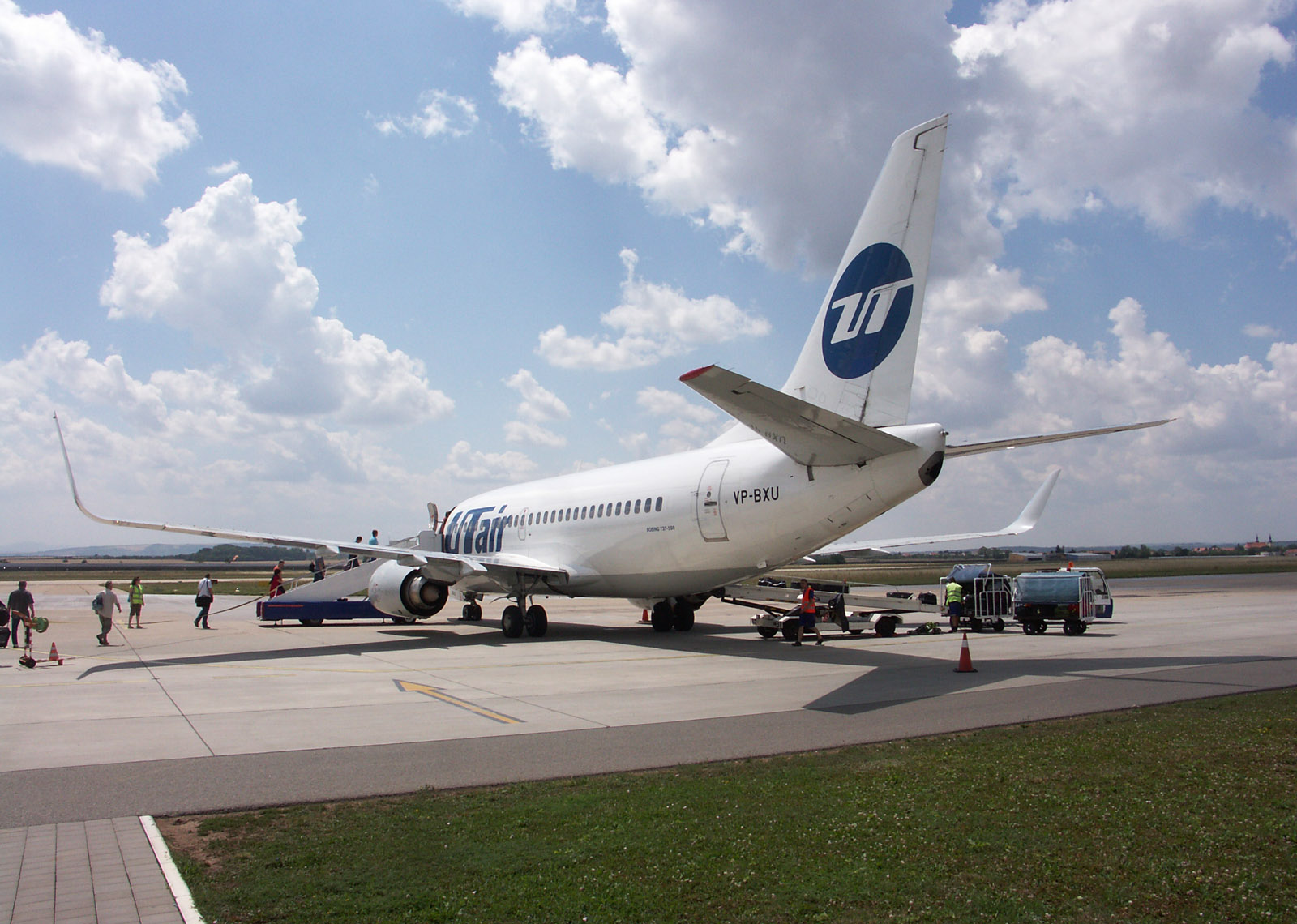
Boeing 737 UTair v Brně

Společnost provozuje značně rozsáhlou síť linek, převážně do destinací v Rusku a Společenství nezávislých států. Jejich počet je 64 

## Letecké nehody
10. března 2007 havaroval při pokusu o přistání na samarském letišti letoun Tupolev Tu-134. V mlze, po chybě řídícího i posádky, dosedl stroj mimo dráhu a po ztrátě podvozků klouzal několik set metrů po zmrzlé půdě, až nakonec skončil bez křídla a rozlomený na několik kusů. Zahynulo 6 osob, 26 bylo zraněno. Jednalo se o pravidelné mezipřistání na letu č. 471 ze Surgutu do Bělgorodu, na palubě se nacházelo 57 osob.
2. dubna 2012 havaroval v ranních hodinách, bezprostředně po vzletu ze sibiřského letiště v Ťumeni turbovrtulový letoun ATR 72 s 39+4 lidmi na palubě. Po dopadu na zasněžený terén se letoun rozlomil a vzňal, 31 osob zahynulo na místě, ostatní vážně ranění byli převezeni do nemocnice. S ohledem na meteorologické podmínky je jednou z vyšetřovacích verzí námraza na letounu. Let číslo UT 120 směřoval do Surgutu.
1. září 2018 v noci při pokusu o přistáni sjel z dráhy Boeing 737-800 v Soči.